# Біла Пані (привид)

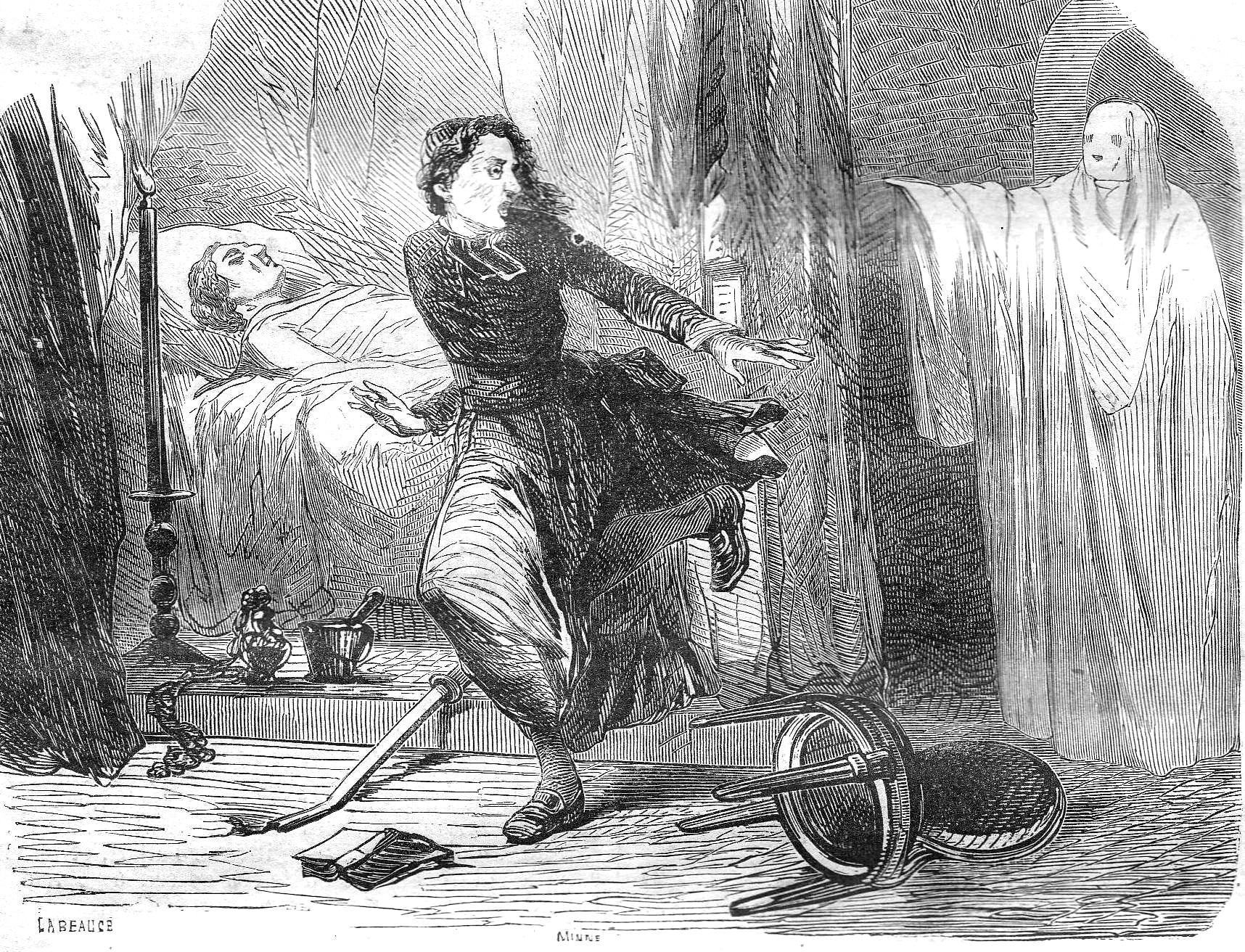

Біла Пані (англ. White Lady) — привидка у білому одязі, образ якої зустрічається в англосаксонській, німецькій, слов'янській та інших фольклорних легендах. У більшості випадків історія та образ конкретної Білої Пані прив'язані до місцевої трагічної легенди, часто пов'язаної зі втратою або зрадою жінки чоловіком, коханим чи нареченим.
У кельтських і пізніше англійських, а також, наприклад, швейцарських легендах, Біла Пані часто з'являється в покинутій сільській місцевості. Жінка, що стала примарою, може бути і незнатного походження, а сам її образ часто ототожнюється з банші, фігурою ірландського фольклору.
Образ Білої Пані в німецькому фольклорі дещо відрізняється. У сформованих значно пізніше (не раніше XV ст.) легендах ця привидка завжди пов'язана із представницями вищого класу і з'являється лише в родинних фортецях. Поява Білої Пані в таких історіях часто сповіщала про смерть когось із членів сім'ї. Водночас вона вважалася привидом праматері родини, поява якої означала не небезпеку, а попередження про що-небудь. Схожі за сюжетами легенди наявні й у французькому фольклорі.
У Німеччині найвідомішими є легенди про Білу Пані Гогенцоллернів з Плассенбургу і про Білу Пані з берлінського Міського палацу. Біла Пані Гогенцоллернів віщувала смерть членів цієї родини і з'являлася нібито до 1940 року, до того ж, не тільки в Плассенбурзі, але і в інших фортецях родини, таких як Ансбаг і Байройт. Уже в XVI столітті під ім'ям Берти фон Розенберг (нім. Bertha von Rosenberg) згадується праматір і «Біла Пані», що з'являлася в роді баронів фон Нейгауз і Розенберг у Богемії. У берлінському замку її нібито бачили в 1625—1628 роках і потім неодноразово до 1790 року, а згідно з ЕСБЄ — в 1840—1850 роках. «Біла Пані» являлася і російській імператорці Анні Іванівні перед смертю.